# Conrado Bauer
Conrado Ernesto Bauer (La Plata, 8 de enero de 1927-La Plata, 27 de julio de 2023) fue un ingeniero civil hidráulico argentino, que ocupó el cargo de ministro de Bienestar Social de su país durante la presidencia de facto de Juan Carlos Onganía, entre el 20 de marzo de 1968 al 8 de junio de 1969; posteriormente, el cargo de ministro de Obras y Servicios Públicos, durante el Proceso de Reorganización Nacional, bajo la presidencia de Reynaldo Bignone, entre 7 de junio de 1982 y 10 de diciembre de 1983. Previamente a su participación como ministro nacional, había ocupado cargos administrativos en el gobierno de la Provincia de Buenos Aires.

## Biografía
Tras abandonar la política, desempeñó su profesión en diversos grupos de ingenieros y fue miembro de Academia Nacional de Ingenieros de la República Argentina. En el ámbito académico, se desempeñó como decano de la Facultad de Ingeniería de la Universidad de La Plata, como también vicepresidente de la universidad.
Su padre también fue ingeniero y ajedrecista. Egresó de la Universidad Nacional de La Plata, donde su padre daba clases.